# Walter Girardi
Walter Girardi (Schio, 16 aprile 1976) è un allenatore di sci alpino ed ex sciatore alpino italiano.

## Biografia

### Carriera sciistica

#### Stagioni 1994-2001
Tesserato per il gruppo sportivo Fiamme gialle e residente a Santorso, ottenne il primo risultato internazionale il 7 marzo 1994 ai Mondiali juniores di Lake Placid (12º in discesa libera), mentre in Coppa Europa il suo piazzamento di rilievo fu il 54º posto ottenuto il 16 gennaio 1995 a La Thuile nella medesima specialità; ai successivi Mondiali juniores di Voss 1995 vinse la medaglia d'argento nella combinata.
Esordì in Coppa del Mondo il 5 gennaio 1997 nello slalom gigante di Kranjska Gora, senza qualificarsi alla seconda manche, e il 3 marzo 1999 conquistò a Gällivare nella medesima specialità la prima vittoria, nonché primo podio, in Coppa Europa. Fra il 1996-1997 e il 2000-2001 partecipò a numerose gare nel massimo circuito del Circo bianco, disputando anche qualche slalom speciale; tuttavia riuscì a cogliere solo due piazzamenti a punti, entrambi in slalom gigante: 17º a Ofterschwang nel 1999 e 19º ad Adelboden nel 2001.

#### Stagioni 2002-2009
I risultati deludenti e qualche infortunio lo portarono all'esclusione dalla prima squadra della nazionale; risalì gradualmente la china disputando gare FIS e di Coppa Europa, specializzandosi nelle prove veloci. Nel circuito continentale Girardi nella stagione 2004-2005 vinse la classifica di specialità nel supergigante, classificandosi 3º nella graduatoria finale generale, mentre in quella successiva colse la sua ultima vittoria, il 16 febbraio a Saalbach-Hinterglemm in discesa libera.
Dal 2005-2006 tornò a essere una presenza fissa nelle gare di Coppa del Mondo, principalmente in supergigante e in discesa libera, riuscendo a cogliere diversi piazzamenti a punti fra cui il 13º posto nel supergigante di Hinterstoder del 20 dicembre 2006, suo miglior piazzamento nel circuito, e il 15º posto nella stessa specialità sulla Saslong della Val Gardena il 14 dicembre 2007. Sempre nel 2007, il 7 febbraio, aveva ottenuto a Sarentino in discesa libera l'ultimo podio in Coppa Europa (3º). Si ritirò dall'attività agonistica al termine della stagione 2008-2009; la sua ultima gara in Coppa del Mondo fu il supergigante di Kitzbühel del 23 gennaio, dove si classificò 27º, e la sua ultima gara fu uno slalom gigante FIS disputato il 7 aprile a Predazzo/Pampeago, non completato da Girardi. In carriera non prese parte a rassegne olimpiche o iridate

### Carriera da allenatore
Dopo il ritiro è divenuto allenatore di sci alpino, dal 2016 nei quadri della Federazione sciistica della Svezia, in seguito in quelli della Federazione italiana sport invernali e dal 2023 nuovamente della Svezia.

## Palmarès

### Mondiali juniores
- 1 medaglia:
  - 1 argento (combinata a Voss 1995)

### Coppa del Mondo
- Miglior piazzamento in classifica generale: 83º nel 2008

### Coppa Europa
- Miglior piazzamento in classifica generale: 3º nel 2005
- Vincitore della classifica di supergigante nel 2005
- 13 podi:
  - 4 vittorie
  - 3 secondi posti
  - 6 terzi posti

#### Coppa Europa - vittorie
| Data             | Località             | Paese   | Specialità |
| ---------------- | -------------------- | ------- | ---------- |
| 3 marzo 1999     | Gällivare            | Svezia  | GS         |
| 3 febbraio 2005  | Megève               | Francia | SG         |
| 15 febbraio 2005 | Sella Nevea          | Italia  | SG         |
| 16 febbraio 2006 | Saalbach-Hinterglemm | Austria | DH         |

Legenda:

DH = discesa libera

SG = supergigante

GS = slalom gigante

### Nor-Am Cup
- Miglior piazzamento in classifica generale: 58º nel 1999
- 1 podio:
  - 1 secondo posto

### South American Cup
- Miglior piazzamento in classifica generale: 30º nel 2006
- 1 podio:
  - 1 vittoria

#### South American Cup - vittorie
| Data              | Località    | Paese | Specialità |
| ----------------- | ----------- | ----- | ---------- |
| 18 settembre 2005 | El Colorado | Cile  | GS         |

Legenda:

GS = slalom gigante

### Campionati italiani
- 5 medaglie[4]:
  - 2 ori (discesa libera nel 2006; discesa libera nel 2007)
  - 1 argento (supergigante nel 2006)
  - 2 bronzi (slalom gigante nel 2000; supergigante nel 2001)